# Good Song
Good Song är den brittiska alternativa rockgruppen Blurs tjugosjätte singel, utgiven den 6 oktober 2003. Som bäst nådde singeln plats 22 på brittiska topplistan. Detta var tredje och sista singeln som hämtades från albumet Think Tank. 

## Låtlista
Samtliga låtar är skrivna av Albarn/James/Rowntree utom Morricone (Albarn/Coxon/James/Rowntree)
- CD

1. "Good Song"
2. "Me, White Noise" (alternate version)

- DVD

1. "Good Song" (video)
2. "Me, White Noise" (alternate Version)
3. "Morricone"
4. "Good Song" (animatic)

- 7"

1. "Good Song"
2. "Morricone"